# Sylwia Jaśkowiec
Sylwia Jaśkowiec, née le 1er mars 1986 à Myślenice, est une fondeuse polonaise. Elle gagne notamment une médaille de bronze aux Championnats du monde 2015 en sprint par équipes.

## Biographie
Jaśkowiec dispute son premier championnat du monde junior en 2002 puis obtient son meilleur résultat dans cette compétition en 2006 à Kranj sur le cinq kilomètres classique avec une onzième place.
Elle démarre en Coupe du monde en 2004 à Nové Město. En 2008, elle marque ses premiers points à Liberec (27e). En 2009, elle remporte deux titres de championne du monde des moins de 23 ans à Praz de Lys-Sommand sur le dix kilomètres libre et le skiathlon, puis reçoit une sélection pour les Championnats du monde élite à Liberec.
Elle obtient comme premier résultat significatif dans l'élite une troisième place au prologue du Tour de ski 2013-2014 alors qu'elle avait réussi au mieux une dix-neuvième place en 2010. La fondeuse a vu sa carrière interrompue après un accident de ski à roulettes en août 2010, lui demandant de longs mois de rééducation. Après le Tour de ski, elle est notamment quatrième du sprint à Szklarska Poręba devant son public polonais. Elle obtient son premier podium en Coupe du monde en janvier 2015 en terminant troisième du sprint par équipes d'Otepää. En 2016 et 2017, elle est privée de compétition en raison de blessures.
Elle a également participé aux Jeux olympiques d'hiver de 2010 à Vancouver, ceux de 2014 à Sotchi, où elle a terminé cinquième du sprint par équipes avec Justyna Kowalczyk et ceux de 2018 à Pyeongchang, où elle est 24e du dix kilomètres, ainsi qu'à trois Championnats du monde en 2009, 2013 et 2015 à Falun, où elle remporte une médaille de bronze dans le sprint par équipes avec Justyna Kowalczyk et termine notamment 14e du dix kilomètres libre.
En 2018, elle annonce la fin de sa carrière sportive à cause de problèmes récurrents au genou.

## Palmarès

### Jeux olympiques d'hiver
| Épreuve / Édition   | Sprint                           | Sprint                           | 10 km                            | 10 km                            | Skiathlon 2 × 15 km | 30 km | Relais | Relais   |
| Épreuve / Édition   | libre                            | classique                        | libre                            | classique                        | Skiathlon 2 × 15 km | 30 km | Sprint | 4 × 5 km |
| JO 2010 Vancouver   | Épreuve inexistante à cette date | —                                | 28e                              | Épreuve inexistante à cette date | 34e                 | 24e   | —      | DSQ      |
| JO 2014 Sotchi      | 63e                              | Épreuve inexistante à cette date | Épreuve inexistante à cette date | —                                | —                   | 33e   | 5e     | 7e       |
| JO 2018 Pyeongchang | Épreuve inexistante à cette date | 37e                              | 24e                              | Épreuve inexistante à cette date | 30e                 |       | 7e     | 10e      |

Légende :
- : pas d'épreuve
- — : Non disputée par Jaśkowiec
- DSQ : disqualifiée

### Championnats du monde
| Épreuve / Édition           | Sprint                           | Sprint                           | 10 km                            | 10 km                            | Poursuite/Skiathlon 2 × 7,5 km | 30 km | Relais                    | Relais   |
| Épreuve / Édition           | libre                            | classique                        | libre                            | classique                        | Poursuite/Skiathlon 2 × 7,5 km | 30 km | Sprint                    | 4 × 5 km |
| Mondiaux 2009 Liberec       | 30e                              | Épreuve inexistante à cette date | Épreuve inexistante à cette date | —                                | 30e                            | —     | —                         | 6e       |
| Mondiaux 2013 Val di Fiemme | Épreuve inexistante à cette date | —                                | 48e                              | Épreuve inexistante à cette date | —                              | —     | —                         | 9e       |
| Mondiaux 2015 Falun         | Épreuve inexistante à cette date | 32e                              | 14e                              | Épreuve inexistante à cette date | —                              | —     | Médaille de bronze, monde | 5e       |

Légende :
- : troisième place, médaille de bronze
- : pas d'épreuve
- — :  Épreuve non disputée par Jaśkowiek

### Coupe du monde
- Meilleur classement général : 34e en 2015.
- Meilleur résultat individuel : 4e.
- 1 podium par équipes : 1 troisième place.

#### Tour de ski
- Meilleur classement général : 16e en 2014-2015.
- 1 podium d'étape : 1 troisième place.

#### Classements détaillés
| Saison / Épreuve | Saison / Épreuve | Général | Général | Distance | Distance | Sprint | Sprint |
| Saison / Épreuve | Saison / Épreuve | Class.  | Points  | Class.   | Points   | Class. | Points |
| ---------------- | ---------------- | ------- | ------- | -------- | -------- | ------ | ------ |
| 2008             | 2008             | 78e     | 12      | 65e      | 4        | 65e    | 8      |
| 2009             | 2009             | 75e     | 22      | 48e      | 22       | -      | -      |
| 2010             | 2010             | 91e     | 20      | 65e      | 20       | -      | -      |
| 2012             | 2012             | 118e    | 2       |          |          | 78e    | 2      |
| 2014             | 2014             | 40e     | 152     | 35e      | 64       | 29e    | 80     |
| 2015             | 2015             | 34e     | 206     | 30e      | 123      | 51e    | 23     |
| 2018             | 2018             | 106e    | 1       | 81e      | 1        | -      | -      |

### Championnats du monde des moins de 23 ans
Elle remporte le dix kilomètres libre et le skiathlon en 2009 à Praz de Lys-Sommand.

### Universiades
- Médaille de bronze du relais en 2007.